# اوتار سوناخالی
اوتار سوناخالی (به لاتین: Uttar Sonakhali) یک روستا در بنگلادش است که در استان باریسال و در ناحیه پیروج‌پور واقع شده‌است.